# Józef Wieciech
Józef Wieciech (ur. 17 marca 1917 w Lipnicy Dolnej, zm. 26 stycznia 1992) – działacz niepodległościowy, partyzant, oficer Armii Krajowej i Wojska Polskiego.

## Życiorys
Ukończył gimnazjum w Bochni i po maturze zdał z wyróżnieniem egzamin wstępny do elitarnej Szkoły Podchorążych Piechoty w Komorowie koło Ostrowi Mazowieckiej, którą ukończył w 1939 roku i został promowany na pierwszy stopień oficerski.
Brał udział w kampanii wrześniowej jako dowódca I plutonu 73 pp. w Katowicach. Wyróżnił się męstwem 2 września w bitwie pod Wyrami na Śląsku. Jak pisał jego dowódca: „prowadząc do pierwszego boju żołnierzy, posuwa się w natarciu przed tyralierą plutonu, dając przykład męstwa podwładnym. Mimo dużych strat własnych (8. zabitych i 10. rannych) szturmem zdobywał ze swoim plutonem stanowiska nieprzyjaciela i brał do niewoli 12 żołnierzy niemieckich. W dniu 15 września 1939 roku odznaczył się dowodząc patrolem w walce leśnej w rejonie Huty Krzeszowskiej. Podczołgał się z patrolem pod stanowiska nieprzyjaciela i zlikwidował obsługę niemieckiego ckm powstrzymującego natarcie 6. kompanii”. Następnie brał udział w walkach pod Pszczyną, Wiślicą, Stopnicą, Wierzyńcem, Połańcem, Tarnobrzegiem. W dniu 19 września wziął udział wraz z wykrwawionym w walkach plutonem w natarciu na miejscowość Szarowola pod Tomaszowem Lubelskim, podczas którego został ranny w głowę odłamkiem pocisku artyleryjskiego i dostał się do niewoli.
W odzyskaniu wolności pomógł mu Austriak konwojujący rannych żołnierzy do obozu w Tomaszowie Lubelskim. Okazało się, że w czasie I wojny światowej jego dowódcą w wojsku austriackim był ojciec Józefa, Andrzej Wieciech, którego jego były podkomendny bardzo dobrze wspominał. W nocy Austriak wyciągnął rannego ppor. Wieciecha z wozu, którym był transportowany i zostawił pod płotem w przydrożnej wsi. Okoliczni mieszkańcy tak troskliwie zaopiekowali się rannym, że już w połowie października wrócił do Lipnicy.
Po powrocie nawiązał kontakt z organizatorami walki podziemnej w Nowym Wiśniczu i został przyjęty do Związku Odbudowy Rzeczypospolitej (ZOR), przyjmując pseudonim „Tamarow”, a następnie „Boruta”. W 1940 r. ZOR został scalony ze Związkiem Walki Zbrojnej.
Józef Wieciech rozpoczął werbunek członków do tej organizacji na terenie gminy Lipnica Murowana w celu stworzenia silnej grupy partyzanckiej walczącej z okupantem. Pod koniec 1940 roku, w obawie przed aresztowaniem i wywózką do Niemiec, wyjechał do Rudek koło Słupi Nowej, gdzie został przyjęty do pracy w kopalni pirytu. Po kilku miesiącach wrócił do Lipnicy, gdzie dalej zajmował się organizacją ruchu oporu oraz brał udział w wielu akcjach skierowanych przeciwko okupantowi.
Po utworzeniu w 1942 roku Armii Krajowej (AK) został komendantem samodzielnej placówki „Łosoś” obejmującej gminę Lipnica Murowana, a następnie dowódcą I batalionu 12 pułku piechoty Ziemi Bocheńskiej AK z siedzibą w Lipnicy Dolnej. W 1943 roku zorganizował na terenie placówki „Łosoś” Szkołę Podchorążych Piechoty, którą ukończyło 16. członków AK.
Podchorążowie chrzest bojowy przeszli w nocy z 26 na 27 lipca 1944 roku podczas akcji Wiśnicz przeprowadzonej na niemieckie Zakład Karny w Nowym Wiśniczu, z którego uwolniono 128 więźniów politycznych na kilka godzin przed wywiezieniem ich do obozu w Auschwitz. Akcja, na przeprowadzenie której nie zdecydował się żaden z dowódców okolicznych oddziałów AK, została przygotowana i przeprowadzona w sposób brawurowy przez Józefa Wieciecha, który do akcji wyznaczył 36 swoich żołnierzy. Oddział ten poprowadził osobiście. Akcja została przeprowadzona bez ofiar w ludziach pod bokiem 33 batalionu SS, który stacjonował w szkole w odległości kilkuset metrów. Niemcy nie schwytali żadnego z uwolnionych więźniów. Była to jedna z najbardziej spektakularnych akcji polskiego podziemia w okresie II wojny światowej, podczas której obyło się bez strat własnych  .
Podczas powstania warszawskiego dowodzony przez „Tamarowa” oddział udzielał wsparcia zestrzelonym lotnikom alianckim, oraz ochraniał ceremonię pogrzebową polskiej załogi Liberatora B-24, który w nocy z 14 na 15 sierpnia został zestrzelony pod Bochnią.
Działalność oddziału zakłóciła obława 29 października 1944 roku, w wyniku której w ręce niemieckie dostało się 9 członków AK, w tym dwóch braci Jozefa Wieciecha: Tadeusz, który zginął w obozie koncentracyjnym i młodszy Julian, który po gehennie obozowej wrócił do rodzinnego domu.

## Okres powojenny
Do czasu wyzwolenia dowództwo batalionu przeniosło się w lasy. W styczniu 1945 roku, po rozmowie z dowódcą obwodu Julianem Więckiem pseudonim „Topola”, ppor. Józef Wieciech postanowił ujawnić się. Zgłosił się do WKR w Krakowie i jako oficer zawodowy został wcielony do Wojska Polskiego i przydzielony do 3 pułku kawalerii w Łodzi.
Po zakończeniu wojny został w maju 1945 roku aresztowany wraz z innymi członkami dowództwa placówki „Łosoś” przez Ministerstwo Bezpieczeństwa Publicznego w Bochni i po pewnym czasie zwolniony.
Aresztowany przez Informację Wojskową w kwietniu 1949 roku, do 2 lutego 1950 roku był przesłuchiwany w UB w Radomiu i innych miastach na temat działalności w AK. W latach pięćdziesiątych został ponownie aresztowany, zdegradowany i pozbawiony odznaczeń. Przesłuchiwany i maltretowany m.in. w siedzibie UB w Krakowie (w tym na Montelupich), w Bochni, Warszawie w więzieniu mokotowskim, skazany przez Sąd Wojskowy na karę śmierci za działalność w AK przez 3 miesiące przebywał w celi śmierci. Zwolniony został po wielu przesłuchaniach 18 grudnia 1956 roku dzięki interwencji przedstawiciela władz centralnych – byłego więźnia obozu w Nowym Wiśniczu.
Do wojska już nie wrócił. Zamieszkał w Łodzi, gdzie otworzył zakład rzemieślniczy, gdyż mimo posiadanych studiów, będąc na tzw. wilczym bilecie nie miał szans na zatrudnienie
Za swoją działalność został odznaczony Orderem Virtuti Militari, Krzyżem Oficerskim Orderu Odrodzenia Polski, Krzyżem Kawalerskim Orderu Odrodzenia Polski, Krzyżem Walecznych, Krzyżem Partyzanckim, czterokrotnie Krzyżem Armii Krajowej i innymi.
Rozkazem Personalnym Nr 0208 z dnia 25 września 1973 r. Minister Obrony Narodowej mianował kapitana Józefa Wieciecha na stopień majora.
Major Józef Wieciech zmarł 26 stycznia 1992 roku. Został pochowany zgodnie z życzeniem w grobowcu rodzinnym na starym cmentarzu w Lipnicy Dolnej.